# 村君村
村君村（むらきみむら）は埼玉県の北東部、北埼玉郡に属していた村。

## 地理
- 河川 - 利根川

## 歴史
- 1889年（明治22年）4月1日 町村制施行により、上村君村、下村君村、堤村、名村、常木村が合併し北埼玉郡村君村が成立する。
- 1955年（昭和30年）1月1日 三田ヶ谷村と合併し千代田村となる。
- 1959年（昭和34年）4月1日 千代田村が羽生市へ編入する。